# George W. Bush
George Walker Bush (fil), ibland George Bush den yngre, född 6 juli 1946 i New Haven i Connecticut, är en amerikansk affärsman och republikansk politiker som var USA:s 43:e president åren 2001–2009. Bush är son till George H.W. Bush som var USA:s president 1989–1993 och vicepresident 1981–1989. Han är den andre amerikanske presidenten som är son till en tidigare president – John Quincy Adams var den förste.
Bush är utbildad civilekonom och har avlagt en MBA-examen vid Harvard University. Han har även en kandidatexamen (B.A.) i historia från Yale University. Före sin politiska karriär var Bush affärsman i petroleumbranschen och delägare i basebollklubben Texas Rangers. År 1994 utmanade han Texasguvernören Ann Richards i guvernörsvalet och valdes överraskande. Han förde en pragmatisk politik och omvaldes 1998 med stor marginal. År 2000 nominerades han som republikanernas presidentkandidat och vann över demokraten Al Gore i det synnerligen jämna och omdiskuterade presidentvalet samma år, där han fick fler elektorsröster men färre röster av folket än sin motståndare. Han omvaldes som president i presidentvalet 2004 med en större marginal då han besegrade senatorn John Kerry.
Bushs första månader som president präglades av inrikespolitiska reformer, som skattesänkningar och hans vägran att skriva under Kyotoprotokollet om att minska den global uppvärmningen. Efter terrorattackerna den 11 september 2001 kom utrikespolitiken att stå i fokus genom det krig mot terrorismen i vilket USA invaderade Afghanistan 2001 och senare Irak 2003. Den sistnämnda invasionen genomfördes utan FN:s samtycke och resulterade i stark kritik som i paritet med den ekonomiska krisen 2008–2009 kom att prägla hans andra mandatperiod. I kongressvalen 2006 förlorade republikanerna majoriteten i kongressens båda kamrar. Bush uppnådde efter 11 september 2001 de högsta popularitetssiffror som en president någonsin haft. Hans popularitet sjönk dock kontinuerligt under resterande delen av presidenttiden och han lämnade Vita huset som en av landets mest impopulära presidenter någonsin. 
Efter att ha avgått som president efter sina åtta år vid posten bosatte han sig i Preston Hollow i Texas, skrev en bok och föreläser. Hans popularitet bland det amerikanska folket har ökat sedan han lämnade presidentämbetet. Han är även verksam som porträttmålare.

## Biografi

### Uppväxt
George Walker Bush föddes den 6 juli 1946 i New Haven i Connecticut. Han är äldste son till ämbetsmannen och före detta presidenten George H.W. Bush och dennes fru Barbara Bush. George W Bushs farfar Prescott Bush var senator för Connecticut. Släkten Bush härstammar troligen delvis från Sverige. Forskare har funnit släktband mellan Bush och en Måns Andersson som utvandrade från Sverige till USA 1639.
Bush anser sig själv vara från Texas, eftersom familjen flyttade dit när han var två år gammal. Han växte upp i staden Midland till 1959 då han flyttade till Houston med föräldrarna och syskonen Jeb, Neil, Marvin och Dorothy. Hans äldsta syster, Robin, avled av leukemi 1953, något som tros ha påverkat honom markant.

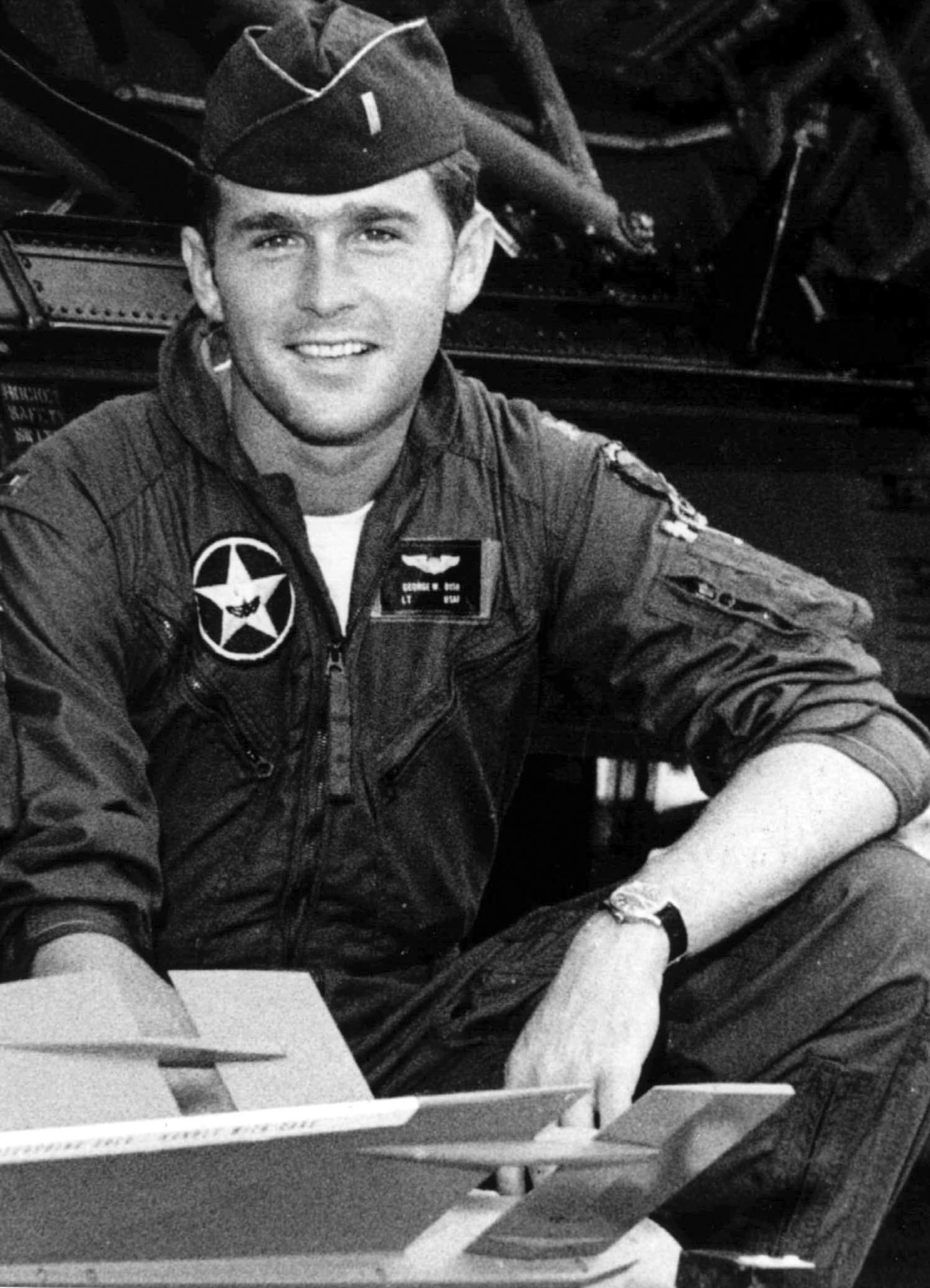
George W. Bush i sin nationalgardesuniform.

I enlighet med familjens tradition begav sig Bush 1961 till New England för att utbilda sig. De tre följande åren gick han på internatskolan Phillips Academy i Andover i Massachusetts. År 1964 var han med i en kampanj för sin far, som sökte en plats i senaten. Samma år blev han inskriven vid Yale University där hans far och farfar tidigare gått. På Yale University sågs Bush som en medelmåttig student. Enligt samtida studiekamrater var han populär men inte särskilt studiemotiverad. Bush gick ut från Yale med en kandidatexamen (B.A.) i historia 1968. Under sin tid på universitet blev han precis som sin far och farfar medlem i det hemliga Skull and Bones-sällskapet. Även år 1968 deltog Bush i en kampanj för sin far för återval i representanthuset där fadern blivit invald två år tidigare.

### 20- och 30-årsåldern
I maj 1968 under tiden för Vietnamkriget antogs den då 21-årige Bush till Texas Air National Guard. Efter utbildningen fick han tjänstgöra i Houston och flyga Convair F-102s vid den militära flygbasen Ellington Field. Han fick goda omdömen från sina överordnade och uppnådde en grad som fänrik. På senare år har det framkommit uppgifter om bristande tjänsteutövning som tyder på att Bush blev favoriserad i militären på grund av sin fars ställning. Det är dock oklart om så var fallet.
Under tidigt 1970-tal ägnade Bush sin tid åt diverse arbeten och politiska uppdrag. Han flög helgskift för nationalgardet och under 1971 fick han en nio månader lång traineetjänst för ett företag i Houston. Bush arbetade även för republikanska kampanjer i Florida och senare Alabama. Sommaren 1972 slog han följe med sin far på det republikanska konventet. Ett år senare lämnade Bush Texas Air National Guard för att studera vid Harvard University i Massachusetts. År 1975 tog han en MBA-examen vid samma universitet. Under denna tid hade Bush problem med alkoholen. Vid ett tillfälle den 4 september 1976 greps Bush för rattfylla i närheten av familjens sommarhem i Kennebunkport. Han erkände sig skyldig och fick böta 150 dollar samt fick körkortet temporärt indraget. Bush har beskrivit tiden innan hans kristna pånyttfödelse i 40-årsåldern som en skakig period med oansvarigt ungdomsbeteende och har medgivit att han drack för mycket.

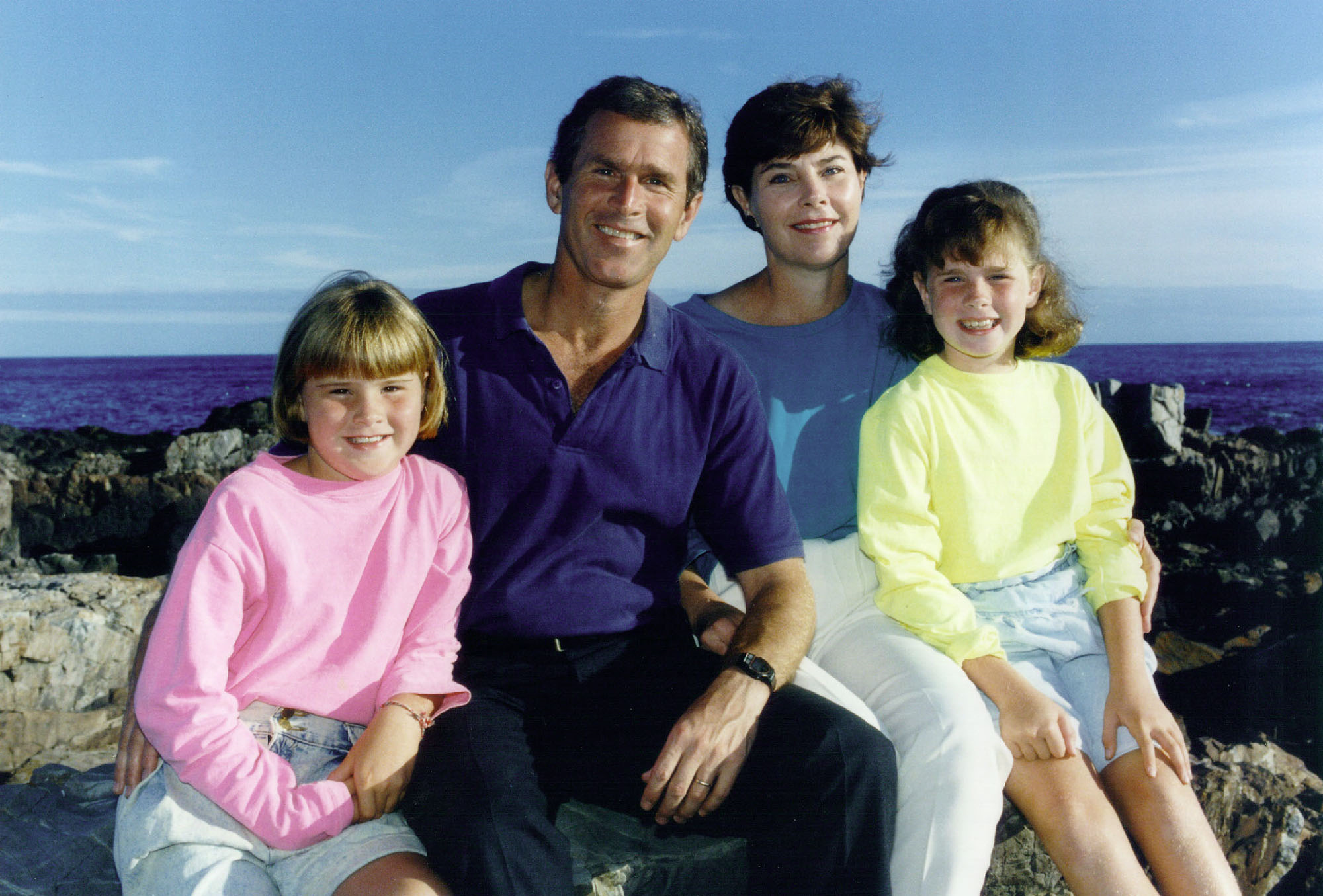
George och Laura Bush med döttrarna Jenna och Barbara (1990).

I augusti 1977 introducerades Bush för Laura Welch, en lärare och bibliotekarie från Texas. Bush friade tre månader senare och den 5 november samma år gifte de sig i Lauras United Methodist Church. I samband med det gick Bush ur kyrkosamfundet Episkopalistkyrkan. Paret bosatte sig i Midland i Texas och 1981 födde Laura Bush två döttrar, Jenna och Barbara.
Efter att ha träffat evangelisten Billy Graham 1985 ökade Bushs intresse för kristen tro och trosbekännelse och han blev under denna tid allt mer religiös. Bush beslutade sig för att bli nykterist 1986, ett beslut för vilket han gett äran åt sin fru, Laura Bush, som anses ha haft en stabiliserande effekt på Bushs privatliv.

### Tidig karriär
Efter sina studier återvände Bush till Midland 1975 och började inom oljeindustrin som 'landman', det vill säga någon som hjälper till att organisera oljeborrningen genom att föra samman geologer, markägare och investerare. Två år senare deklarerade han att han kandiderade till representanthuset. I valkampanjen porträtterades han av motståndaren Kent Hance som någon som saknade kontakt med landsbygden och Bush förlorade valet 1978 med 6 000 röster.
Han återvände till oljeindustrin, och startade en serie av små, oberoende oljebolag, däribland Arbusto Energy som senare bytt namn till Bush Exploration. 1984 slogs hans företag ihop med det större Spectrum 7, och Bush blev ordförande. Företaget påverkades negativt av sänkta oljepriser, och i samband med detta köptes det upp av Harken Energy där Bush kom att sitta i styrelsen. Misstankar om insiderbrott har förekommit mot Harken Energy men en utredning om Bushs inblandning drog slutsatsen att han inte haft tillräckligt med insiderinformation för att brott skulle kunna motiveras.
År 1987 flyttade Bush med familjen till Washington, D.C. för att assistera sin far i kampanjen för att få honom vald till president. Bush arbetade som rådgivare på kampanjens huvudkontor. Efter presidentvalet, som gjorde hans far till president, flyttade han till Dallas i Texas men hade fortsatta uppdrag för Bushadministrationen. Under denna tid köpte han en andel i basebollklubben Texas Rangers och 1989 fick han en framträdande position i klubbens styrelse. Bush anknytning till klubben gjorde att han fick ökad publicitet i delstaten.
Under 1992 deltog Bush återigen i en kampanj för fadern i samband med presidentvalet. Bush den äldre blev dock inte återvald och istället blev demokraten Bill Clinton president. Efter detta koncentrerade sig Bush på sina egna politiska ambitioner och påbörjade regelbundna möten med rådgivare för att planera för att ställa upp i Texas guvernörsval.

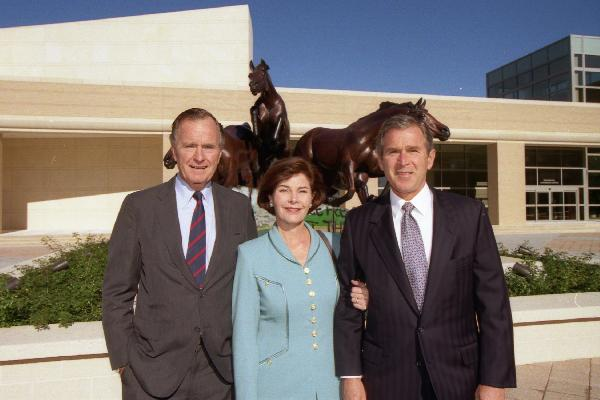
Guvernör Bush med fru, Laura, och far, förre presidenten George H.W. Bush vid invigningen av George Bush Presidential Library, november 1997.

### Guvernör i Texas
År 1994 deltog Bush i guvernörsvalet där demokraten Ann Richards blev hans huvudmotståndare. Bush kampanj valde att fokusera på välfärd, kriminalitet och utbildning men fann det även viktigt att framställa Bush som en man av Texas. Valet hölls den 8 november 1994 och Bush fick 53,5 procent av rösterna och vann valet. Samma år sålde han sin andel i Texas Rangers. Bush blev omvald 1998 efter att ha fått 69 procent av rösterna i guvernörsvalet. Bush blev därmed den första republikanen i Texas historia att väljas om för ytterligare en period (och förutom Bill Clements den enda republikanen som valts till ämbetet). Under sin ämbetstid genomförde han skattesänkningar och gjorde sig känd för samarbete över partigränserna.
Under Bushs första period som guvernör, började nationell uppmärksamhet riktas mot honom och det började talas om honom som en möjlig framtida president. Sedan han blivit omvald intensifierades spekulationerna kraftigt.

## Presidentkampanjer

### 2000 års kampanj
I juni 1999, under sin tid som guvernör i Texas, meddelade Bush sin kandidatur för att bli USA:s nästa president. Han beskrev sig som 'medkännande konservativ' och lovade att sänka skatterna, förbättra skolan och sjukförsäkringssystemet samt betonade att han ville bedriva en politik som tänkte på de svaga i samhället. Bush menade också att det var tid för USA att minska sina militära åtaganden utomlands. I primärvalet i New Hampshire förlorade Bush mot senatorn John McCain, men vann sedan 9 av 13 stater under supertisdagen den 7 mars, vilket säkrade positionen som Republikanernas presidentkandidat. Bush valde den före detta försvarsministern Dick Cheney som sin vicepresidentkandidat. Demokraternas kandidat till presidentposten blev den sittande vicepresidenten Al Gore från Tennessee, som tidigt under 2000 säkrat segern i Demokraternas primärval.
Valkampanjen kom att domineras av inrikespolitik där välfärd, utbildning, skatter och moraliska frågor fick stort utrymme. Den sittande presidenten Bill Clintons Lewinskyaffär användes mot Demokraterna och Bush talade om att han ville återställa värdigheten i Vita Huset. Gore försökte konsekvent att frigöra sig från Clinton för att på så vis undvika underläge i dessa frågor. Samtidigt ifrågasatte Gore och Demokraterna om Bush hade tillräcklig politisk erfarenhet för ämbetet som president.
Presidentvalet som hölls 7 november 2000 blev oerhört jämnt och kom att avgöras i delstaten Florida vars elektorsröster var utslagsgivande. Bush vann den första sammanräkningen men det jämna resultatet gjorde att det beslutades att rösterna skulle räknas om manuellt. Fallet Bush v. Gore togs under den utdragna rösträkningsprocessen upp i USA:s högsta domstol, som den 12 december i två delbeslut med rösterna 7 mot 2 respektive 5 mot 4 tog beslutet att deklarera den första räkningen som slutgiltig. Motiveringen var att bristen på en vald president hade resulterat i en konstitutionell kris. I och med Floridas 25 elektorsröster fick Bush 271 elektorsröster mot Gores 266; Bush vann i 30 av de 50 delstaterna. Han fick stöd av 47,9 procent av väljarna medan Gore fick 48,4 procent av väljarnas röster. I och med att Bush fick flest elektorsröster vilka är avgörande i USA:s presidentval vann han valet. Samtidigt var han den första presidenten sedan 1888 som inte fått flest röster i valet men ändå blivit president. Bush installerades som USA:s 43:e president den 20 januari 2001.
Efter valet utfördes en omfattande sexmånadersstudie av en grupp respekterade medier, bland annat The New York Times, The Washington Post och CNN. De tittade på vad som skulle ha hänt om Florida hade fortsatt att räknat om sina röster manuellt och kom fram till att Bush ändå skulle ha vunnit.

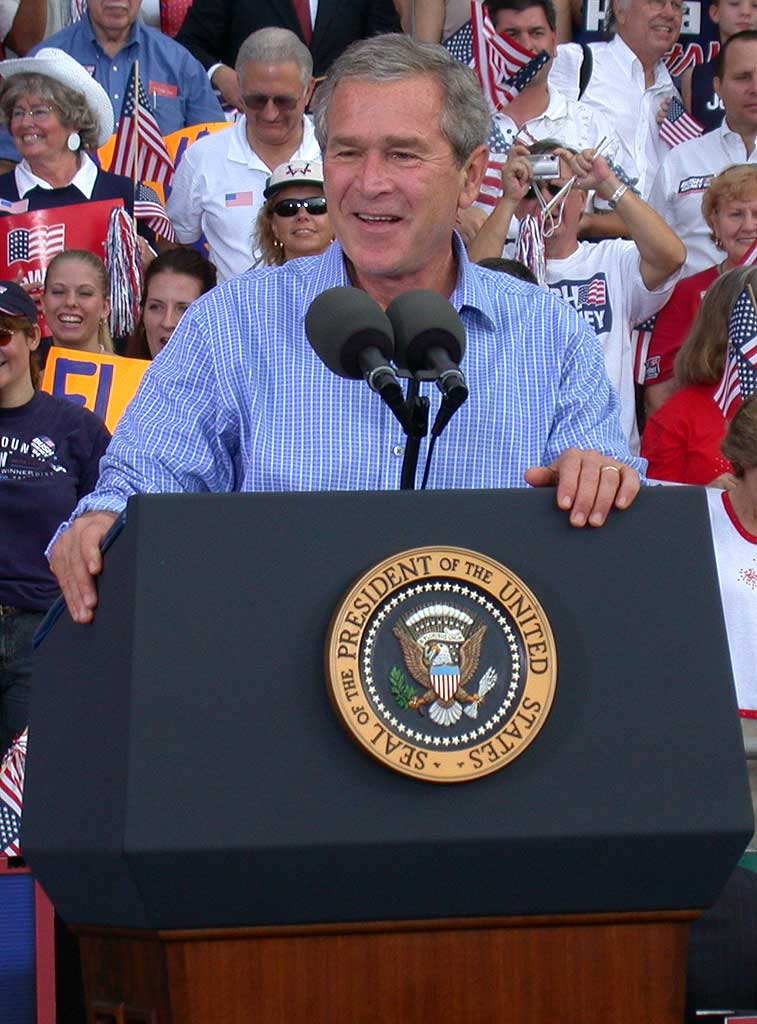
Bush håller tal under presidentvalskampanjen 2004.

Presidentvalet 2000 omfattades också av anklagelser om valfusk. Detta gällde framförallt Florida, vars elektorsröster avgjorde valet. Anklagelserna innefattade förvirrande röstningsmetoder, defekta röstningsmaskiner, felaktiga poströster från militärer utomlands samt att röstberättigade hindrats från att rösta.

### 2004 års kampanj
I presidentvalet 2004 blev Bush omvald efter att ha besegrat demokraten och senatorn John Kerry. Två av de frågor som diskuterades mest under valkampanjen var Irakkriget och Kriget mot terrorismen.
Bush fick 286 elektorsröster mot Kerrys 251. Hos väljarna fick Bush stöd av 50,7 procent mot Kerrys 48,3 procent. Valdeltagandet på knappt 61 procent var det högsta sedan 1968.
Bush installerades för sin andra mandatperiod den 20 januari 2005. Hans installationstal fokuserade på att sprida frihet och demokrati i världen. Mandatperioden löpte ut den 20 januari 2009 och konstitutionen förbjöd Bush att söka en tredje.

## USA:s president

### Utrikes- och säkerhetspolitik
Bushs utrikespolitiska vision innebar att USA skulle avstå från inblandning i frågor som inte direkt gynnade USA (så kallad unilateralism). Bush sade under presidentvalskampanjen 2000 att han ville bygga ett starkt ekonomiskt och politiskt samarbete mellan USA och Latinamerika, särskilt Mexiko samt reducera USA:s inblandning i "nationsbyggen" utomlands och andra mindre militära åtaganden indirekt relaterade till USA. Att agera uttryckligen unilateralistiskt och samtidigt underhålla relationer med allierade visade sig vara komplexare i verkligheten än i den inrikespolitiska retoriken. I realpolitiken kom inslagen av unilateralism i Bushs politik att minska efter 11 september-attackerna då terrorister kapade plan och körde in dem i World Trade Center vilket dödade knappt 3000 människor. Som svar på detta startade Bush kriget mot terrorismen, i vilket USA kom att invadera Afghanistan och senare Irak.
Bush påbörjade sin andra fyraårsperiod som president med en önskan om att stärka den ansträngda relationen till de europeiska nationerna. Han utnämnde sin rådgivare Karen Hughes till att driva en global relationskampanj. I mars 2006 besökte Bush Indien vilket ledde till förnyade band mellan de båda nationerna, särskilt inom områden för kärnenergi och samarbete kring terrorismen. Halvvägs in i den andra presidenttiden ifrågasattes det om Bush hade tagit bort frihet och demokrati från dagordningen, vilket belystes med politiska förändringar mot vissa oljerika fd sovjetrepubliker i Centralasien. Förutom kriget mot terrorismen har Bushs presidenttid präglats av diplomatiska spänningar med Nordkorea och Iran.

#### 11 september 2001

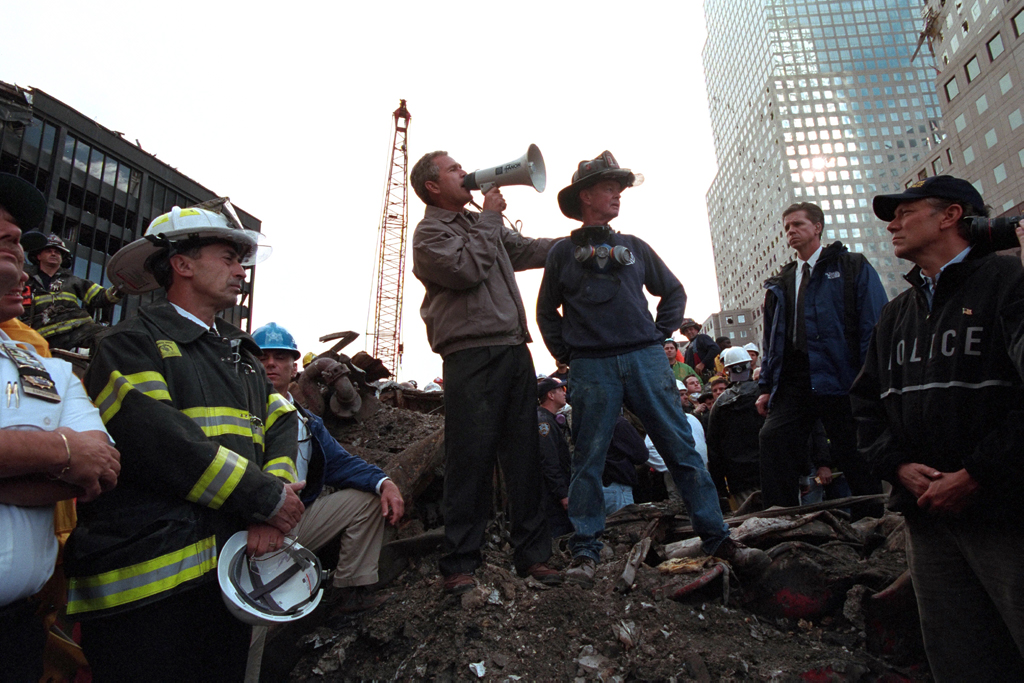
Bush talar till räddningsarbetare i New York.

Terrorattackerna den 11 september 2001 blev en vändpunkt för Bush. Samma kväll talade han till nationen från det Ovala rummet och lovade ett starkt svar på attackerna men betonade samtidigt behovet för nationen att samlas och att ta hand om offrens familjer. Den 14 september besökte han platsen för Ground Zero, hade möte med New Yorks borgmästare Rudy Giuliani och träffade brandmän, poliser och frivilliga. Bushs agerande direkt efter attackerna har senare skildrats i en dokumentär från 2021.
En vecka senare, den 20 september, höll Bush ett tal där han fördömde  al-Qaida och dess ledare Usama bin Laden vilka utpekades som ansvariga för attackerna. Han utfärdade ett ultimatum till talibanregimen i Afghanistan där bin Ladin var verksam att "lämna över terroristerna eller dela deras öde".

#### Kriget mot terrorismen
Varje nation i varje region har nu ett beslut att fatta.

Antingen är ni med oss, eller så är ni med terroristerna.

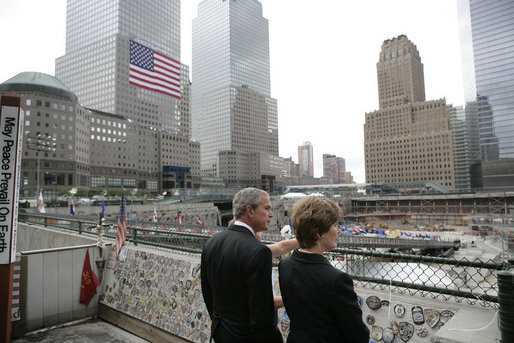
Bush och fru Laura vid Ground Zero.

Terrorattackerna resulterade i att Bush förklarade krig mot terrorismen. I ett tal till nationen formulerade han en dikotomi riktad till andra länder: "Antingen är ni med oss, eller så är ni med terroristerna."
Den afghanska talibanregimen var inte beredda att utlämna Usama bin Laden, så Bush beordrade en invasion av Afghanistan för att störta talibanregimen. Den 29 januari 2002 hävdade Bush i ett tal att en "ondskans axelmakter" består av Nordkorea, Iran och Irak som "hotar freden i världen" och "utgör en allvarlig och växande fara".
Bushadministrationen fortsatte att hävda sin rätt att starta förebyggande krig, som svar på upplevda hot. Detta skulle utgöra underlag för vad som kom att bli känt som Bushdoktrinen. År 2003 Invaderades Saddam Husseins Irak då Bushadministrationen ansåg att Saddam Hussein kunde förse terrorister med massförstörelsevapen. Tiden efter den 11 september hade Bush starkt stöd från USA:s befolkning men det bredare kriget mot terrorismen påverkade Bushs popularitet negativt. Efter att ha blivit återvald som president 2004 ökade kritiken och hans popularitet fortsatte att sjunka.
Kriget mot Terrorismen har även omfattats av nya lagar och jakt på terrorister runt om i världen. Kritiken mot kriget mot terrorismen har varit omfattande internationellt och även i USA. Krav har ställts på att USA ska dra tillbaka sina trupper från Irak och att fånglägret Guantánamobasen och andra liknande anläggningar ska stängas.

#### Skyldig till krigsbrott?
Bush godkände under sin presidenttid användande av tortyr. Detta har gjort att Human Rights Watch och andra organisationer anser att han ska åtalas eftersom de anser att han gjort sig skyldig till krigsbrott. I februari 2011 ställde Bush in en planerad resa till Schweiz på grund av fruktan att bli gripen.

#### Afghanistan

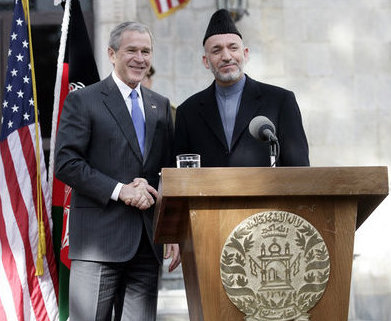
Bush och Afghanistans president Hamid Karzai skakar hand vid presidentpalatset i Kabul 2006.

Den 7 oktober 2001, inledde amerikanska och australiensiska styrkor bombningar som ledde till att alliansens trupper gick in i Kabul den 13 november samma år. De viktigaste målen för kriget var att besegra talibanerna, att driva al-Qaida ur Afghanistan och tillfångata deras ledare. I december 2001 rapporterade Pentagon att talibanerna hade besegrats men varnade för att kriget skulle fortsätta för att försvaga talibanerna och al-Qaida ytterligare. Senare samma månad installerade FN den afghanska interimsregeringen som leds av Hamid Karzai. År 2004 hölls val i Afghanistan som internationella observatörer kallade "acceptabelt demokratiska" vid "sammanlagda majoriteten" av vallokaler.
Efter den första allierade offensiven då talibanerna trängdes undan har talibanerna omgrupperat sig, och lyckats samla in nya medel och rekrytera nya anhängare. År 2006 intensifierades talibanernas uppror. Som ett resultat av det beordrade president Bush ytterligare 3500 soldater till landet i mars 2007.
Ansträngningar gjordes för att döda eller fånga al-Qaida-ledaren Usama bin Laden men misslyckades. Bush var till en början mycket angelägen om att fånga bin Ladin men det kom att ändra sig och ett år senare sade han att det inte längre hade någon prioritet.

#### Irak
USA, Irak och Iraks dåvarande president Saddam Hussein hade en historia av konflikter. De var båda huvudparter i Gulfkriget 1991. I slutet av april 1993 fick USA kännedom om att Saddam Hussein försökt att få den dåvarande presidenten George H.W. Bush mördad under ett besök i Kuwait den 16 april. År 1998 godkände Bill Clinton och kongressen ett dokument som sade att det är USA:s presidents skyldighet att arbeta för att få bort Saddam Hussein från makten. År 2000 informerar Clinton sin blivande efterträdare Bush om att han är besviken över att världens två farligaste män är på fri fot och att Saddam Hussein kommer att orsaka honom enorma problem".
Kort efter terrordåden den 11 september 2001 förklarade Bush krig mot terrorismen. Försvarsminister Donald Rumsfeld och biträdande försvarsminister Paul Wolfowitz ville ha en omedelbar attack mot Irak. President Bush och utrikesminister Colin Powell motsatte sig detta eftersom det inte fanns några bevis för att Irak varit inblandat i dåden. Senare hävdade CIA-rapporter att Saddam Hussein hade försökt införskaffa material för framställning av kärnvapen, inte redovisat hur han förstört vapnen och hade missiler för lång räckvidd. 

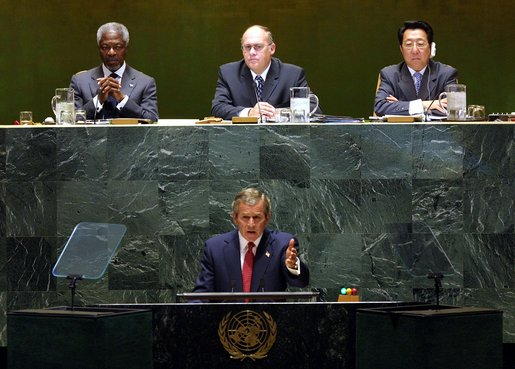
George W. Bush talar i FN om Irak den 12 september 2002.

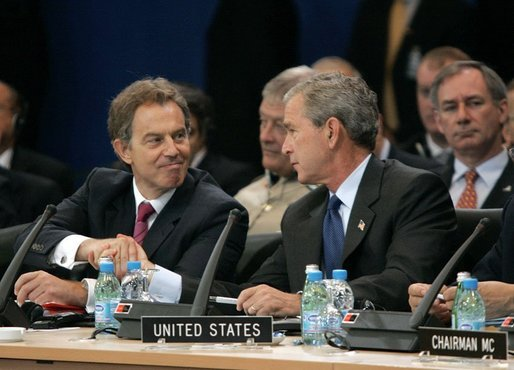
Bush med sin främste allierade, Tony Blair.

Nya uppgifter hade fått president Bush att ändra uppfattning och han förordade nu en hårdare linje. Bush sade att Saddam var ett hot mot USA, att han destabiliserade Mellanöstern och finansierade terrorister. Saddam Hussein hade tidigare använt kemiska vapen mot kurderna i Halabja 1988 men påstod att han förstört alla kemiska och biologiska vapen efter Gulfkriget.
Bushadministrationen hävdade att Saddam Hussein kunde förse terrorister med massförstörelsevapen och uppmanade därför Förenta nationerna att stärka mandaten för att avrusta Irak. Detta resulterade i en diplomatisk kris. Den 13 november 2002 påbörjade FN:s Hans Blix och IAEA:s Mohamed ElBaradei vapeninspektioner i Irak, under FN-resolution 1441. Några spår efter massförstörelsevapen fanns inte. USA hävdade dock att irakiernas samarbete med vapeninspektörerna inte alltid var tillfredsställande, vilket ledde till att inspektörernas effektivitet ifrågasattes från främst amerikanskt håll.
USA:s dåvarande utrikesminister Colin Powell avrådde kollegorna i Bushadministrationen från att starta ett väpnat angrepp mot Irak utan ett tydligt godkännande av FN. USA ville att FN:s säkerhetsråd skulle godkänna en resolution som gav dem rätt att använda våld mot Irak enligt FN-stadgans kapitel VII. Förslagen mötte starkt motstånd i världen och Frankrike hotade att lägga in sitt veto. Detta gjorde att man drog tillbaka resolutionen och förberedde sig på krig genom att skapa en koalition för att invadera Irak, utan FN:s samtycke. Bushadministrationen hävdade dock att kriget hade stöd av gamla FN-resolutioner: "Under resolutionerna 678 och 687 – båda giltiga – har vi och våra allierade rätt att använda våld mot Irak för att avlägsna landets massförstörelsevapen. Det är ingen fråga om tillstånd, det är en fråga om vilja." Denna tolkning delades dock inte av flertalet andra länder i FN.
Den 20 mars 2003, 90 minuter efter att tidsfristen gått ut för Saddam Hussein och dennes söner att lämna Irak, hördes explosioner i Bagdad och specialstyrkor från det australiska flygvapnet gick över gränsen i södra Irak. De irakiska styrkorna var snabbt besegrade och huvudstaden Bagdad föll den 9 april 2003. Den 1 maj höll Bush ett tal där han menade att kriget var vunnet. Samtidigt stod USA inför ett växande uppror av sekteristiska grupper och talet kom att kritiseras för att ha varit förhastat. Invasionen av Irak ökade missnöjet mot USA och människor runt om i världen protesterade. Demonstrationer hölls mot kriget och Bushadministrationens utrikespolitik. Demonstrationerna var i vissa fall lika stora som de som utspelade sig under Vietnamkriget.
Saddam Hussein som efter invasionen hade befunnit sig på okänd plats infångades av amerikanska styrkor den 13 december 2003 vid en bondgård utanför hans hemstad Tikrit. Han avrättades 30 december 2006 för folkmord på shiamuslimer i Dujail 1982. År 2005 hölls det fria val i Irak men problemen med inhemska motståndsrörelser kvarstod. Från 2004 till 2007 förvärrades situationen i Irak och flera bedömare (inklusive ministrar i den irakiska regeringen) talade om att landet befann sig i inbördeskrig. Inom den amerikanska militären diskuteras det öppet om att Irak borde delas i tre delar, eventuellt efter en omdaning av hela främre Asien.
I januari 2007 meddelade Bush att ytterligare 21500 soldater skulle skickas till Irak.  Under hösten 2007 och våren 2008 minskade våldet i Irak. Som ett resultat av den ökade stabiliteten i Irak gav Bush i juli 2008 beskedet att vissa styrkor skulle kunna dras tillbaka.

#### Hiv/Aids
I sitt årliga tal till Kongressen 2003 presenterade Bush en femårsplan för att tackla det globala aidsproblemet. Programmet kallades för PEPFAR och innebar 15 miljarder dollar för bekämpning av HIV och AIDS. PEPFAR fick stöd av Kongressen. Nio miljarder gick till de 15 hårdast drabbade länderna, fem miljarder gick till 100 andra länder och en miljard gick till Global Fund to Fight AIDS, Tuberculosis and Malaria. Detta innebar att USA bidrog med mer pengar än alla andra länder tillsammans i kampen mot aids. Programmet förnyades av Bush i juli 2008 och budgeten ökade då till 49 miljarder dollar.
PEPFAR gjorde att antalet afrikaner som fick tillgång till bromsmediciner ökade från 50000 2004 till 1,2 miljoner 2008. Enligt en studie 2009 hade PEPFAR avvärjt 1,1 miljoner dödsfall i Afrika och minskat dödligheten på grund av AIDS i de berörda länderna med 10 procent.

#### Handel
Bushs införde en avgift på importerat stål och kanadensiskt timmer vilket var kontroversiellt med tanke på hans ansträngningar för frihandel i andra delar av världen. Kritik kom från de egna leden samt från de påverkade länderna. Avgiften på stål togs bort efter påtryckningar från WTO.

#### Utvecklingsstöd
USA:s utrikesdepartement publicerade en strategisk plan för perioden 2004-2009. Grundpelarna är diplomati, utveckling och försvar. Planen innebär även att om ett land "styrs rättvist, investerar klokt i befolkningen och uppmuntrar ekonomisk frihet" får landet en 50-procentig ökning av det ekonomiska stödet. För att planen ska stämma in med USA:s övriga utrikespolitik gynnas även "länder som är demokratiskt styrda, har en öppen ekonomi, investerar i folkets utbildning, hälsa och potential."

### Inrikespolitik

#### Ekonomi
Bush ekonomiska politik kom under hans första mandatperiod att präglas av hans stora skattesänkningsprogram på 2,3 biljoner dollar som var en av de största skattesänkningarna i amerikansk historia. Bush menade att outnyttjade statliga medel skulle återlämnas till folket. Bushadministrationen menade att skattesänkningar var viktiga för att stimulera ekonomin och skapa fler arbetstillfällen då den amerikanska centralbanken varnat för en recession. Andra motsatte sig skattesänkningar och menade att de skulle bidra till budgetunderskott samt att undergräva social trygghet.
Sedan Bush tog över presidentposten i januari 2001 har BNP vuxit med en genomsnittlig årlig tillväxt på 2,5 procent (Bushadministrationens siffra). Arbetslösheten ökade från 4,2 procent i januari 2001 till 6,3 procent i juni 2003, men minskade därefter till 4,5 procent i juli 2007. Den inflationsjusterade medianhushållsinkomsten har varit någorlunda konstant medan nationens fattigdom har ökat. I oktober 2008 uppgick statsskulden till 11,3 biljoner dollar på grund av stigande inhemska och utländska utgifter. Det innebar en ökning med över 100 procent från början av år 2000 då skulden uppgick till 5,6 biljoner.
Under 2008 gick USA in i en period av ekonomiska oroligheter bestående av fallande bostadspriser, börsfall, inteckningskris av subprimelån, snabbt stigande oljepriser, ett sjunkande dollarvärde samt ökad arbetslöshet. Många ekonomer ansåg att en amerikansk recession hade börjat. I september 2008 undertecknade Bush ett stimulanspaket på 170 miljarder dollar för den amerikanska ekonomin.

#### Sjukvård och medicin
År 2003 godkände Bush en lag som bland annat förbjuder staten att förhandla fram rabatter med läkemedelsföretag. Lagen beräknades kosta 400 miljarder dollar de första 10 åren och hade som syfte att ge de äldre "större valmöjligheter och bättre kontroll över sin behandling".
Under Bush tid som president skärptes abortlagarna. År 2003 skrev Bush under en lag vilken förbjöd en speciell abortmetod, som tillät aborter ända fram till förlossningen. Dessa genomfördes genom att slå hål på barnets skallben för att kunna suga ut hjärnan på barnet. Detta på grund av att huvudet hos ett barn strax innan födelsen är för stort för en vanlig abort. Efter överklaganden som avslogs i Högsta domstolen med 5 röster mot 4 gick lagändringen igenom 2007.
Bush motsatte sig all statlig stamcellsforskning med foster inblandade och begränsade det ekonomiska stödet till existerande studier. Bush var däremot positiv till forskningen med existerande (vuxna personers) stamceller och inom privat regi. Bush ansåg inte att det är statens uppgift att bedriva sådan forskning. Frågan handlar därmed om statens omfång.

#### Utbildning
År 2002 godkände Bush programmet "lämna inget barn efter" (No Child Left Behind), som sades sikta på att ge alla en rättvis utbildning, ge större möjligheter till föräldrar med barn i mindre bra skolor samt att ge mer statligt stöd till skolor i fattiga områden. Programmet betonar standardiserade prov.

#### Energi och miljö

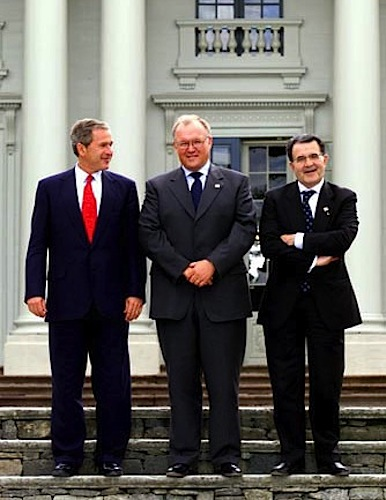
George W. Bush, Göran Persson och Romano Prodi i Sverige (2001).

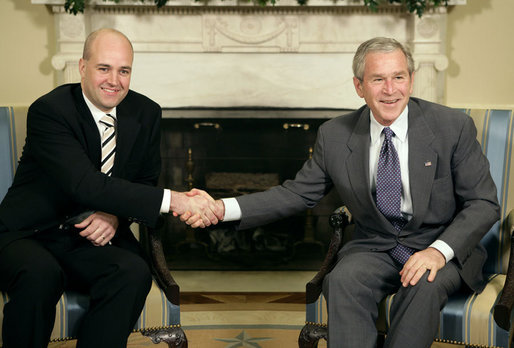
George W. Bush och Fredrik Reinfeldt i Vita huset (maj 2007).

Som tillträdd president uttalade Bush 2001 sitt motstånd mot Kyotoprotokollet, som syftar till att införa bindande mål för minskade utsläpp av växthusgaser. Bush kritiserade att protokollet undantas av 80 procent av världens befolkning och skulle kosta tiotals miljarder dollar per år. Han angav också att senaten under 1997 röstat 95-0 för en resolution som uttrycker sitt ogillande av protokollet. Under sina sista år som president har dock president Bush visat en mer positiv inställning till att arbeta för minskade växthusgasutsläpp. Under 2006 påtalade Bush att den globala uppvärmningen är ett allvarligt problem. Däremot hävdade han att det är en "debatt huruvida den är orsakad av människan eller naturen". I en intervju 2008 instämde han i att den globala uppvärmning är ett faktum. Under samma år meddelade Bush att USA skulle satsa 2 miljarder dollar under de kommande tre åren på en ny internationell fond för att främja ren teknik och bekämpa klimatförändringen.
Bushadministrationens inställning till den globala uppvärmningen var kontroversiell. Mycket kritik framfödes om att Bush inte gjorde tillräckligt för att minska koldioxidutsläppen och förhindra den globala uppvärmningen. Anklagelser riktades mot administrationen som påstods medvetet ha misslett allmänheten i frågan.
Under 2007 förnyade Bush sitt löfte om att verka för ett minskat beroende av utländsk råolja genom att minska förbrukning av fossila bränslen och öka användandet av alternativa bränslen. Bush sade i juni 2008 att lösningen för att minska efterfrågan på olja är att främja alternativa energitekniker. För att minska beroendet av utländsk olja ville Bush utöka den inhemska oljeproduktionen.

#### Invandring
Bush föreslog en invandringslag som skulle ge ökade möjligheter för utlänningar att arbeta i USA i max sex år, de skulle dock inte få permanent uppehållstillstånd. Förslaget motsattes av demokraterna.
Bush uttryckte önskningar om att öka säkerheten kring gränsen mellan USA och Mexiko genom att snabba på utvisningsprocessen, bygga fler fängelseceller, installera mer bevakningsutrustning och öka antalet vakter. Bush var positiv till att öka kvoten av permanenta uppehållstillstånd (green cards) som gavs ut varje år men Bush var inte för att de som uppehöll sig illegalt i landet skulle få stanna, eftersom det skulle sända ut fel signaler.

#### Vetenskap
År 2002 skrev Bush under ett långsiktigt program som lovade dubblerad budget till National Science Foundation i fem år för att skapa nya matematiska och vetenskapliga utbildningar för en bred grupp av studerande.
År 2004 meddelade Bush att NASA skulle omorganiseras. Bland annat skulle en ny rymdfarkost vid namn Crew Exploration Vehicle (CEV) byggas. Målet var att USA skulle använda CEV för att återvända till Månen 2018.

#### Övriga frågor

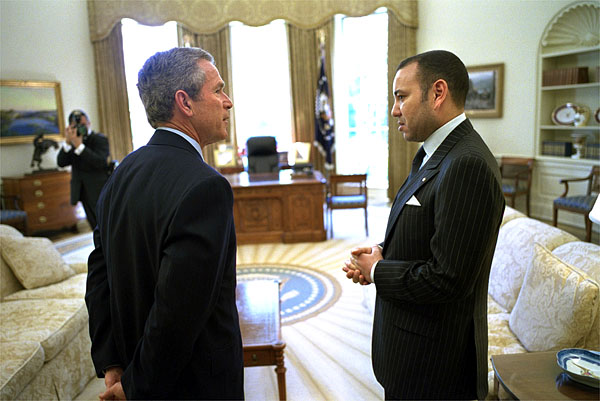
George W. Bush, här tillsammans med Mohammed VI av Marocko.

- Bushadministrationen har i kriget mot terrorismen ökat CIA:s och polisens befogenheter att agera. I oktober 2001 drev Bush igenom en samling lagändringar, USA PATRIOT Act vilka bland annat ger CIA ökade befogenheter till telefonavlyssning samt att infiltrera grupper.[86] Patriot Act har blivit kritiserad för att innebära ingrepp i privatlivet. Bush har även poängterat att begränsningarna i The Foreign Intelligence Surveillance Act gör det mycket svårt att övervaka terrorister elektroniskt.

- Inom ramen för "President's Surveillance Program" gav Bush även NSA  utökade befogenheter att avlyssna och övervaka telekommunikationer, bl.a. genom att skapa en databas över amerikanska telefonsamtal, även känd som NSA Call Database. Detta ledde till att USA:s justitieminister John Ashcroft, biträdande justitieminister James B. Comey och FBI-chefen Robert Mueller hotade med att avgå. Kontroversen hamnade på sin spets när Bushs dåvarande personliga juridiska rådgivare Alberto Gonzales den 10 mars 2004 försökte övertyga justitieminister John Ashcroft om att godkänna en fortsättning av programmet, trots att Ashcroft vid tidpunkten var inlagd på sjukhus för intensivvård och inte var insatt i frågan. James B. Comey var tjänstgörande justitieminister men vill inte godkänna programmet eftersom det saknades godkännande av kongressen. Programmets fortsättning godkändes den 11 mars 2004 av Bush och Gonzalez utan Ashcroft eller Comey. Ashcroft meddelade sin avgång den 9 november 2004 efter presidentvalet och ersattes av Gonzales.[87][88]

- Bush planerade förändringar i välfärdssystemet Social Security. I början av 2005 tillsattes en utredning för att titta på ineffektiviteten i systemet.[89]

- Bush stödjer inte kvotering, men vädjar till företag och organisationer att vara jämställda och välkomna minoriteter.

- Bush har visat stöd för religiösa organisationer och skapat White House Office of Faith-Based and Community Initiatives.

- Bush är emot samkönade äktenskap men stödjer registrerat partnerskap.

### Popularitet och framtoning

Graf över Bushs popularitetssiffror i USA. Blått gillar hur Bush sköter jobbet som president, rött ogillar, grönt är obestämda.

Bush har berömts och kritiserats i USA. Anhängarna menar att han hanterat säkerhetsfrågorna bra samt att han visade sanna ledarskapsförmågor under den svåra tiden efter 11 september-attackerna. Kritikerna menar att valet 2000 inte gick rätt till samt kritiserar Irakkriget.
Tiden efter 11 september-attackerna hade Bush stort stöd i USA, cirka 85 procent. Under denna tid fick han den högsta popularitet uppmätt av en amerikansk president; 90 procent. I takt med att Irakkriget drog ut på tiden minskade stödet för honom stadigt. När han lämnade sitt ämbete som president i januari 2009 hade han stöd av cirka 30 procent av amerikanerna. Förutom Irakkriget berodde de sänkta popularitetssiffrorna delvis på hans agerande efter Orkanen Katrina samt för den uppkomna finanskrisen.
Internationellt blev Bush främst kritiserad under sin tid som president och då huvudsakligen för Bushadministrationens utrikespolitik. Synen på honom i det internationella samfundet var mer negativ än för tidigare samtida amerikanska presidenter. Bl.a. Frankrike motsatte sig det mesta av USA:s utrikespolitik under perioden och i Storbritannien, en amerikansk allierad sedan andra världskriget, var en stor del av opinionen emot honom.
Omvärldens attityder till USA och det amerikanska folket blev generellt mer negativ under Bushs tid som president. År 2006 svarade en majoritet av de tillfrågade i 18 av 21 undersökta länder att de var negativt inställda till Bush och att hans politik var negativ för säkerheten i världen. Utländsk media och i synnerhet europeisk media var ofta negativt inställda till Bush.  I november 2010 krävde Amnesty International att en förundersökning skulle inledas mot Bush för hans delaktighet i tortyr under "Kriget mot terrorismen".
Åren 2000 och 2004 fick Bush den prestigefyllda titeln Time Person of the Year av tidningen TIME som utses till den som på gott eller ont gjort det mest inflytelserika under det gångna året.
Bush relation till länders ledare var av varierad natur. Relationen till Storbritanniens fd premiärminister Tony Blair och Mexikos expresident Vicente Fox har beskrivits som nära, även om formella förbindelser ibland var spända. Andra ledare, som Ugandas president Yoweri Museveni, spanska premiärministern José Luis Rodríguez Zapatero, och Venezuelas president Hugo Chávez, har öppet kritiserat presidenten. Under Bush:s senare tid som president, uppstod spänningar mellan honom och Vladimir Putin, i en relation som tidigare beskrivits som personlig och vänskaplig. Relationen till Sveriges fd statsminister Göran Persson får anses ha varit god då Persson försvarat Bushs person inför svenska medier.

### Utnämningar till Högsta domstolen
Bush nominerade följande personer till USA:s högsta domstol:
- John Roberts, chefsdomare. Först nominerad 19 juli 2005 som biträdande domare. Nomineringen drogs tillbaka den 5 september samma år. Roberts omnominerades till chefsdomare. Godkänd av Senaten den 29 september 2005.
- Harriet Miers, biträdande domare. Nominerad den 3 oktober 2005. Bush drog tillbaka kandidaturen efter hennes önskemål.
- Samuel Alito, biträdande domare. Nominerad den 31 oktober 2005. Godkänd av Senaten 31 januari 2006.

## Efter presidenttiden
Efter tiden som president återvände Bush med sin fru Laura till ranchen i Crawford, Midland. De köpte ett hus i Preston Hollow i Texas. 
George W. Bush presidentbibliotek öppnade 2013 i Dallas, Texas. Hans popularitet bland folket har stigit sedan han avgick som president.
Bush har fortsatt sitt engagemang mot HIV och AIDS. I en utvärdering av programmet PEPFAR som Bush var initiativtagare till har det konstaterats att programmet gjort bromsmediciner tillgängliga och räddat livet på miljontals människor. Hans efterträdare Barack Obama kallade i juli 2013 PEPFAR för Bush mest betydelsefulla insats som president.

### Böcker och konst
Bush skrev boken Decision Points 2010. Boken fokuserar på 12 svåra personliga och politiska beslut som Bush fattade under sin tid som president.
Han har även under många år varit verksam som porträttmålare, framför allt efter sin presidenttid med en serie målningar av olika ledarpersoner i världen. År 2017 utkom hans bok Portraits of Courage med foton av hans målade porträtt av 66 skadade krigsveteraner från de av honom instiftade krigen i Afghanistan (2001) och Irak (2003); bilderna åtföljs av hans texter om de avmålade personerna. Intäkterna från bokförsäljningen går till ett välgörenhetscenter för krigsveteraner.

## Övrigt
- Bushs tvillingdöttrar Jenna och Barbara tog examen år 2000 från University of Texas respektive 2004 från Yale University.
- Familjen Bush ägde under 00-talet två hundar: Barney och Miss Beazley.
- Bushs yngre bror Jeb Bush var Floridas guvernör 1999–2007.
- Under det republikanska primärvalet 2000 då kandidaterna blev tillfrågade vilken filosof de beundrade mest svarade Bush Jesus, eftersom "han förändrade mitt hjärta".
- Många av Bushs närmaste rådgivare under hans tid som president har varit kvinnor, till exempel Condoleezza Rice, Karen Hughes och Harriet Miers.
- Bush har nominerat fler kvinnor och folk från minoriteter till höga positioner i administrationen än någon annan president.
- Bush är den förste republikanska presidenten att ha en öppet homosexuell man i sin administration.
- Som president har Bush uppmärksammat fler icke-kristna högtider som chanukka och ramadan.[109][110]

- Hans nuvarande hem ligger på 10141 Daria Place, Dallas, Texas.[111]